# Sulejovice
Sulejovice (en allemand : Sullowitz) est une commune du district de Litoměřice, dans la région d'Ústí nad Labem, en Tchéquie. Sa population s'élevait à 780 habitants en 2021.

## Géographie
Sulejovice se trouve à 8 km au sud-ouest de Litoměřice, à 19 km au sud-est d'Ústí nad Labem et à 56 km au nord-ouest de Prague.
La commune est limitée par Vchynice au nord-ouest, par Lovosice à au nord et à l'est, par Siřejovice au sud-est et par Čížkovice au sud et à l'ouest.

## Histoire
La première mention écrite du village date de 1251.
|  |

## Transports
Par la route, Sulejovice se trouve à 3 km du centre de Lovosice, à 13 km de Litoměřice, à 24 km d'Ústí nad Labem  et à 65 km de Prague.